# Далькендорф
Далькендорф (нім. Dalkendorf) — громада в Німеччині, розташована в землі Мекленбург-Передня Померанія. Входить до складу району Росток. Складова частина об'єднання громад Мекленбургіше-Швайц.
Площа — 15,30 км2. Населення становить 251 ос. (станом на 31 грудня 2020).